# Аквафина
Нора Лам (енгл. Nora Lum; Стони Брук, 2. јун 1988), професионално позната као Аквафина (енгл. Awkwafina), је америчка глумица, комичарка, интернет личност, реперка, ауторка и телевизијска водитељка. Истакнула се 2012. године када је њена реп песма „My Vag” постала популарна на YouTube-у. Затим је објавила свој деби албум, Yellow Ranger (2014) и појавила се у комедији Женски код (2014—2015) мреже MTV. Њен други албум, In Fina We Trust, објављен је током 2018. године.
Одиграла је споредне улоге у хумористичким филмовима Лоше комшије 2 (2016), Оушнових 8 (2018), Лудо богати Aзијати (2018) и Џуманџи: Следећи ниво (2019). Одиграла је главну улогу у драмедијском филму Збогом (2019), за шта је добила признање критичара и освојила је Златни глобус за најбољу главну глумицу у играном филму (мјузикл или комедија), поставши прва жена азијског порекла која је освојила Златни глобус у било којој категорији филмова главне глумице. Такође је номинована за BAFTA-у у категорији звезде у успону током 2020. године и награду Удружења телевизијских филмских критичара за најбољу глумицу у главној улози, као и награду Сателит за најбољу глумицу у главној улози. Позајмила је глас Сису у филму Раја и последњи змај.
Аквафина је котворац, списатељица и изрвшна продуценткиња серије Аквафина је Нора из Квинса (2020—данас) мреже Comedy Central, у којој глуми измишљену верзију себе.

## Филмографија
| Улоге на филму |                                             |               |                          |              |
| Година         | Српски назив                                | Изворни назив | Улога                    | Напомена     |
| 2016.          |                                             |               | себе                     | документарац |
| 2016.          | Лоше комшије 2                              |               | Кристин                  |              |
| 2016.          | Роде                                        |               | Квејл (глас)             |              |
| 2018.          |                                             |               | Ребека                   |              |
| 2018.          | Оушнових 8                                  |               | Констанс                 |              |
| 2018.          | Лудо богати Aзијати                         |               | Го Пејк Лин              |              |
| 2019.          |                                             |               | Вили Вонг                |              |
| 2019.          | Парадајз Хилс                               |               | Ју                       |              |
| 2019.          |Angry Birds филм 2                                      |               | Кортни (глас)            |              |
| 2019.          |                                             |               | себе                     |              |
| 2019.          | Џуманџи: Следећи ниво                       |               | Минг Флитфут             |              |
| 2020.          | Сунђер Боб Коцкалоне филм: Сунђер у бекству |               | Ото (глас)               |              |
| 2021.          |                                             |               | Мина                     |              |
| 2021.          | Раја и последњи змај                        |               | Сису (глас)              |              |
| 2021.          | Шенг-Чи и легенда о десет прстенова         |               | Кејти                    |              |
| 2022.          | Лоши момци                                  |               | госпођа Тарантула (глас) |              |
| 2023.          | Ренфилд                                     |               | Ребека Квинси            |              |
| 2023.          | Мала сирена                                 |               | Скатл (глас)             |              |
| 2024.          | Кунг-фу Панда 4                             |               | (глас)                   |              |

| Улоге на телевизији |                     |               |                                 |                                 |
| Година              | Српски назив        | Изворни назив | Улога                           | Напомена                        |
| 2014—2015           |                     |               | себе                            | 6 епизода                       |
| 2015.               |                     |               | себе (ко-водитељка)             | 10 епизода                      |
| 2015.               |                     |               | Епл (глас)                      | епизода: „Здраво Кино”          |
| 2015—2017.          |                     |               | себе (водитељка)                | 36 епизода                      |
| 2016.               |                     |               | Џина                            | епизода „Ноачела”               |
| 2017.               |                     |               | жена у продавцини видео-игара   | 3 епизоде                       |
| 2018.               | Животиње            |               | Ени                             | епизода: „Рочела”               |
| 2018.               | Уживо суботом увече |               | себе (водитељка)                | епизода: „Аквафина/Травис Скот” |
| 2019.               |                     |               | Шарлота                         | епизода: „Испод”                |
| 2019.               | Симпсонови          |               | Кармен / др Чанг (глас)         | 2 епизоде                       |
| 2019.               |                     |               | Бертина лева дојка (глас)       | епизода: „Унапређење”           |
| 2019.               |                     |               | Колекционарка / Скеклеч (глас ) | 7 епизода                       |
| 2020—данас          |                     |               | Нора Лин                        | 10 епизода                      |
| 2020.               |                     |               | себе                            | телевизијски специјал           |